# Pentan-3-ol
Pentan-3-ol (také nazývaný jako 3-pentanol) je alifatický alkohol, jeden z izomerů pentanolu.